# Aeropuerto de Brač
El Aeropuerto de Braĉ, también conocido como Aeropuerto de Bol (en croata: Zračno pristanište Brač/Bol) (IATA: BWK, OACI: LDSB) es un aeropuerto situado en la ciudad de Bol, en la isla de Brač, Croacia. Durante los meses de verano operan en él las compañías aéreas Croatia Airlines, Austrian Airlines y Private Wings Flugcharter.

## Aerolíneas y destinos

Mapa que muestra la ubicación de los Aeropuertos de Croacia.

| Aerolíneas       | Destinos                                                                                              |
| ---------------- | --- |
| Croatia Airlines | Estacional: Munich, Zagreb Chárter estacional: Graz, Linz                                             |
| Goldeckflug      | Chárter estacional: Wiener Neustadt Este                                                              |
| Luxair           | Estacional: Luxemburgo (reinicia 4 de mayo de 2024)                                                   |
| SkyAlps          | Estacional: Bolzano, Verona (inicia 8 de junio de 2024) Chárter estacional: Berna, Bratislava, Košice |